# Annales Societatis Geologorum Poloniae
Annales Societatis Geologorum Poloniae – periodyk wydawany od 1923 roku w Warszawie przez Polskie Towarzystwo Geologiczne. Pismo publikuje prace oryginalne związane z szeroko pojętymi naukami geologicznymi. 
Do 1926 roku periodyk ukazywał się pod tytułem „Rocznik Polskiego Towarzystwa Geologicznego w Krakowie”, od 1926 aż do roku 1980 pod tytułem „Rocznik Polskiego Towarzystwa Geologicznego”, a obecnie ukazuje się jako „Annales Societatis Geologorum Poloniae”. 
Do roku 1980 czasopismo miało podtytuł francuski „Annales de la Société géologique de Pologne”, a przejściowo w latach 1950. również rosyjski „Ежегодник польского геологического общества”. W latach 1990. oprócz głównego tytułu po łacinie czasopismo miało również podtytuł polski „Rocznik Polskiego Towarzystwa Geologicznego” oraz angielski „Journal of the Polish Geological Society”. Wszystkie numery czasopisma zostały zdigitalizowane i są wolno dostępne na jego stronie internetowej.